# سقراط
سُقراط (به یونانی: Σωκράτης) (تلفّظ به یونانی: سوکْراتیس/soˈkra:ti:s/) (به انگلیسی: Socrates) فیلسوف یونان کلاسیک اهل آتن و یکی از بنیان‌گذاران فلسفهٔ غرب بود. سقراط را نخستین فیلسوف اخلاق در غرب می‌دانند. او در سال ۴۷۰ پیش از میلاد متولد شد و در سال ۳۹۹ پیش از میلاد به جرم هتک حرمت و تمسخر اشیای مقدس و فساد [ذهنی] جوانان با خوردن جام شوکران اعدام شد. سقراط نوشته‌ای از خود به جای نگذاشت و عمدتاً از طریق نویسندگان باستان مانند آنتیستنس، آریستیپوس و آریستوفان و شاگردانش همچون افلاطون و گِزِنُفون به دنیا معرفی شد.
«گفتمان‌های افلاطون» یکی از جامع‌ترین نوشته‌ها راجع به سقراط است که از دوران باستان به جا مانده‌است؛ هرچند مشخص نیست که تصویری که افلاطون، بهترین شاگرد سقراط، از استادش می‌دهد تا چه اندازه درست است. این اثر افلاطون، سهم بسزای سقراط در معرفت‌شناسی و اخلاق را روشن می‌کند.

### شخص سقراط

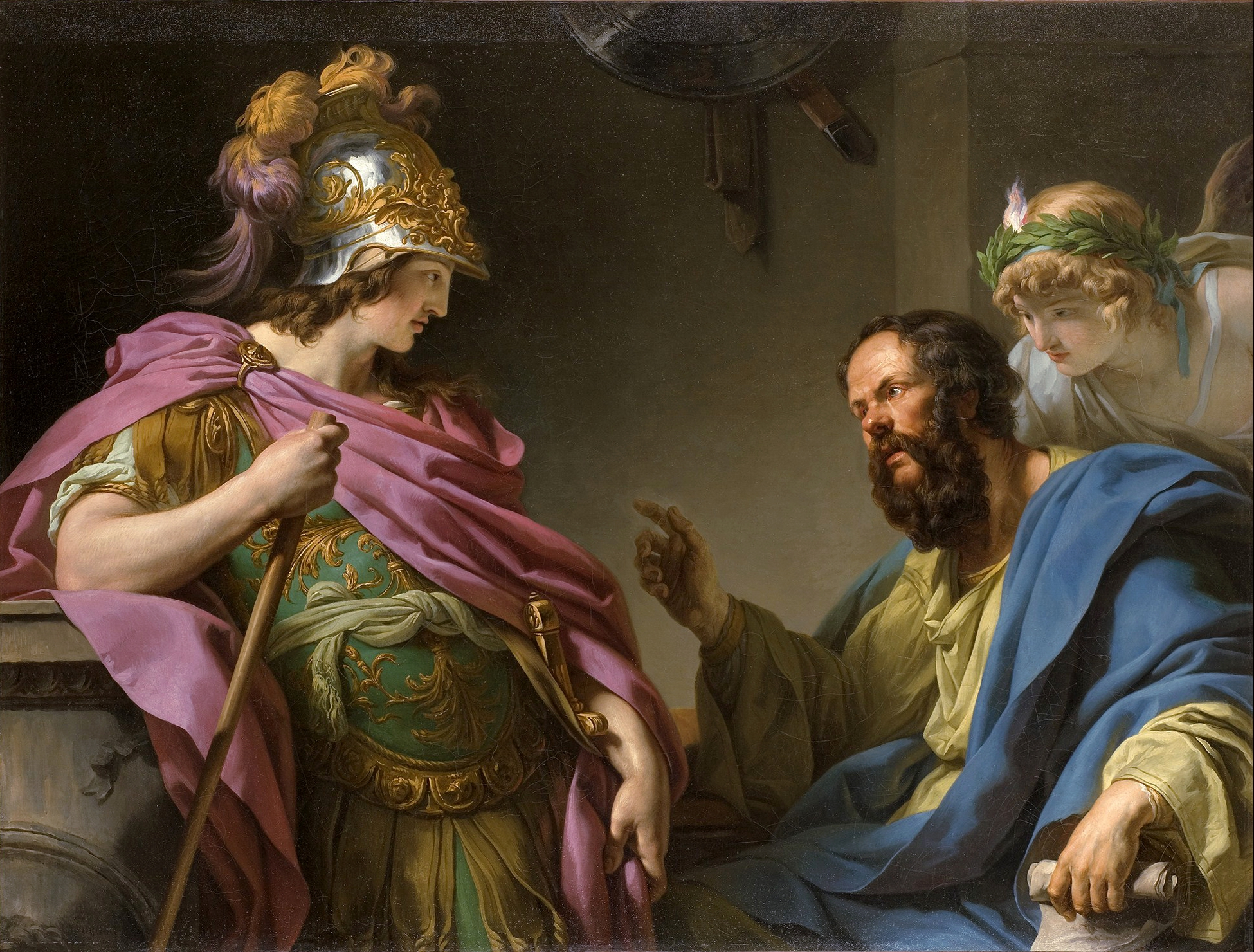
آلکیبیادس در حال آموزش توسط سقراط از فرانسیس-آندره وینسنت که در سال ۱۷۷۶ خلق شد. این اثر اکنون در موزه فابره نگهداری می‌شود.

### دیالکتیک

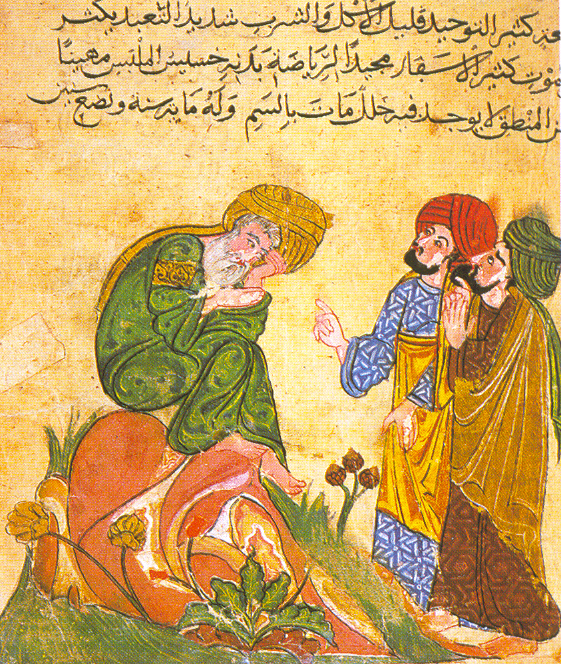
سقراط حکیم، در اندیشهٔ یک نقاش عصر سلجوقی، کتابخانه کاخ توپقاپی